# Boda (Szwecja)
Boda – miejscowość (tätort) w Szwecji, w regionie administracyjnym (län) Dalarna, w gminie Rättvik.
Według danych Szwedzkiego Urzędu Statystycznego liczba ludności wyniosła: 528 (31 grudnia 2015), 522 (31 grudnia 2018) i 515 (31 grudnia 2019).